# Brabantse Pijl 2020
De 60e editie van de wielerwedstrijd Brabantse Pijl werd gehouden op woensdag 7 oktober 2020. De start was in Leuven, de finish in Overijse. De wedstrijd maakte deel uit van de UCI ProSeries 2020.

## Uitslag
| Plaats  | Naam                 | Ploeg                 | Tijd     |
| ------- | -------------------- | --------------------- | -------- |
| Winnaar | Julian Alaphilippe   | Deceuninck–Quick-Step | 4u36'52" |
| 2       | Mathieu van der Poel | Alpecin-Fenix         | z.t.     |
| 3       | Benoît Cosnefroy     | AG2R La Mondiale      | z.t.     |
| 4       | Sonny Colbrelli      | Bahrain McLaren       | + 13"    |
| 5       | Warren Barguil       | Arkéa Samsic          | z.t.     |
| 6       | Michał Kwiatkowski   | Team INEOS            | z.t.     |
| 7       | Andrea Bagioli       | Deceuninck–Quick-Step | z.t.     |
| 8       | Anthony Turgis       | Total Direct Energie  | z.t.     |
| 9       | Alessandro Covi      | UAE Team Emirates     | z.t.     |
| 10      | Dries Devenyns       | Deceuninck–Quick-Step | z.t.     |

## Vrouwen
De  Brabantse Pijl voor vrouwen werd verreden op 7 oktober 2020. De finishplaats was voor het eerst in Overijse, net als de mannenwedstrijd. De start lag in Sint-Kwintens-Lennik. Op het parcours van 122 kilometer moesten 19 beklimmingen worden bedwongen, waaronder de Bruine Put, Alsemberg, Moskesstraat en de Schavei. De overwinning ging naar de Australische Grace Brown die solo over de streep kwam en die drie dagen eerder al tweede wist te worden in Luik-Bastenaken-Luik. De ploeg CCC-Liv ging niet van start vanwege een positieve coronatest binnen het team.

### Uitslag
| Plaats  | Naam                      | Ploeg                              | Tijd     |
| ------- | ------------------------- | ---------------------------------- | -------- |
| Winnaar | Grace Brown               | Mitchelton-Scott                   | 3u03'38" |
| 2       | Liane Lippert             | Team Sunweb                        | + 47"    |
| 3       | Floortje Mackaij          | Team Sunweb                        | + 51"    |
| 4       | Lotte Kopecky             | Lotto Soudal Ladies                | + 1'19"  |
| 5       | Emilia Fahlin             | FDJ Nouvelle-Aquitaine Futuroscope | z.t.     |
| 6       | Rasa Leleivytė            | Aromitalia Vaiano                  | z.t.     |
| 7       | Maria Giulia Confalonieri | Ceratizit-WNT                      | z.t.     |
| 8       | Katia Ragusa              | Astana                             | z.t.     |
| 9       | Mavi García               | Alé BTC Ljubljana                  | z.t.     |
| 10      | Lauren Stephens           | Team Tibco                         | z.t.     |

1961 · 1962 · 1963 · 1964 · 1965 · 1966 · 1967 · 1968 · 1969 · 1970 · 1971 · 1972 · 1973 · 1974 · 1975 · 1976 · 1977 · 1978 · 1979 · 1980 · 1981 · 1982 · 1983 · 1984 · 1985 · 1986 · 1987 · 1988 · 1989 · 1990 · 1991 · 1992 · 1993 · 1994 · 1995 · 1996 · 1997 · 1998 · 1999 · 2000 · 2001 · 2002 · 2003 · 2004 · 2005 · 2006 · 2007 · 2008 · 2009 · 2010 · 2011 · 2012 · 2013 · 2014 · 2015 · 2016 · 2017 · 2018 · 2019 · 2020 · 2021 · 2022 · 2023 · 2024